# 青森中央大橋
青森中央大橋（あおもりちゅうおうおおはし）とは、青森県青森市中心部の青い森鉄道および青森信号場を跨ぐ橋梁。
青森市街地と国道7号青森環状道路・青森自動車道を結ぶ最速のルートで、高速バスも利用している。柳町通りを含む青森県道120号荒川青森停車場線の一区間で、青森ベイブリッジ東側口と流通団地方面を結ぶ市内南北の動脈。

## 無料化
かつては、青森県道路公社が青森中央大橋有料道路として管理する有料道路であった。しかし有料であるこの橋を避けるために、東側の八甲田大橋や西側の旭町地下道へ迂回するドライバーも多く、「100円橋、100円道路」という俗称も付けられた。
2006年4月1日に無料開放し、公社の損益計算書上では約55億円の特別損失となり、補助金収入約55億円を特別利益とした。無料化以後は交通量が増え、これに伴い柳町通りから上新町（新町二丁目東部）の交通量も増えたとされる。

## 有料道路概要（当時）
- 路線名：青森県道120号荒川青森停車場線
- 起点：青森県青森市中央2丁目
- 終点：青森県青森市大字大野字片岡
- 全長：1.0km（橋梁自体は582m）
- 道路幅員：22.0m
- 車線数：4車線
- 車線幅員：3.25m
- 設計速度：60km
- 事業費：約74億5,000万円
- 料金徴収期間：1986年4月1日〜2006年3月31日（20年間）
- 通行料金:普通車100円、大型車150円など。90年代まで[いつ?]は自転車も10円の通行料がとられていた。

## 沿革
明治期に、青森刑務所が野木地区に移転した際、青森と刑務所をつなぐ道路が建設され、この大橋に相当する場所を通った。大野・荒川方面から訪れる買い物客等がここを通過した。しかし、青森操車場建設により、その道は南北に分断され、旭町踏切等への迂回を余儀なくされた。早くから跨線橋建設の陳情はなされていたが、実現までにはかなり長い時間を要した。
- 1982年8月 - 着工。
- 1986年4月1日 - 青森県道路公社が管理する「青森中央大橋有料道路」として供用開始。
- 2005年8月26日 - 2006年4月以降の無料化を正式決定。
- 2006年4月1日 - 料金徴収期間満了により無料開放。

## 信号機
有料だった時代のこの橋の南側に隣接する交差点には青信号が直進の矢印を兼ねるという珍しい形式の信号機があった。

## 周辺
- 青い森セントラルパーク
- 青森市総合体育館
- 青森信号場